# Forsteronia thyrsoidea
Forsteronia thyrsoidea är en oleanderväxtart som först beskrevs av Vell., och fick sitt nu gällande namn av Müll. Arg.. Forsteronia thyrsoidea ingår i släktet Forsteronia och familjen oleanderväxter. Inga underarter finns listade i Catalogue of Life.